# Стоян Гадъков
Стоян Гадъков (Гаджов) е български революционер, деец на Вътрешната македоно-одринска революционна организация.

## Биография
Стоян Гадъков е роден през 1865 година в демирхисарското село Кърчово, тогава в Османската империя, днес в Гърция. Завършва прогимназия и работи като шивач. През 1882 година отива на гурбет в Белград, прехвърля се в София, където работи като книжар. Мирче Ацев го привлича към ВМОРО и влиза в неговата чета. По-късно заминава Солун, където по поръчение на ЦК на ВМОРО убива турски бегликчия в Солунско, след което е арестуван и осъден на 3 години затвор. Лежи в Битолския затвор, след което минава отново в нелегалност. Участва в най-старата чета в Серски революционен окръг - тази на дядо Илия Кърчовалията заедно с Георги Чалъков и Георги Башлията от Кърчово, Георги Спанчовалията, Димитър Кашиналията и Георги Баждаров.
Умира през 1901 година в Пирин планина.